# Imany
Nadia Mladjao, conocida como Imany (Martigues, 5 de abril de 1979), es una cantante de soul francesa. Su álbum debut, The Shape of a Broken Heart, lanzado en 2011, logró el disco de platino en Francia, Grecia y el platino triple en Polonia.

## Biografía
Nace en Martigues, cerca de Marsella, en una familia de Comoras en 1979  con siete hijos y cuyo padre era un bombero de la Fuerza Aérea francesa destinado entonces en la base aérea de Istres. Cursó sus estudios en un internado.
Inició su formación deportiva en el INSEP (Institut national du sport, de l'expertise et de la performance o el Instituto Nacional de deporte, la Excelencia y el Rendimiento), una escuela deportiva francesa de alto nivel, y se especializó en salto de altura. Durante unos campeonatos de la UNSS (Union nationale du sport scolaire o Unión Nacional del Deporte Escolar) llamó la atención de Thierry Blancon,  ampliamente reconocido como entrenador nacional de la Federación Francesa de Atletismo, en la categoría benjamín. Llegó a la final de los campeonatos juveniles de Francia y estableció su récord personal con 1,78 metros.
A los 17 años fue contratada por una agencia de modelos y se instaló en Nueva York, donde vivió varios años alternando el modelaje con otras actividades. En esa época comenzó a tomar clases de canto y a escribir canciones. En 2008 decidió dejar su carrera de modelo.
Adoptó el nombre artístico Imany (Imani) que significa "fe" en suajili (del árabe ايمان - imaan), empezó a escribir sus canciones en inglés y debutó como telonera de artistas como Angie Stone, Wasis Diop, Anthony Hamilton, Hocus Pocus, Sly Johnson y Ben l’Oncle Soul.
Su primer álbum, The Shape of a Broken Heart, se conforma de Su primer EP, Acoustic Sessions, apareció en plataformas de descarga a finales de 2010. En mayo de 2011 lanzó su primer álbum, The Shape of a Broken Heart, dedoce canciones escritas en inglés,  que fue certificado disco de platino, impulsado por el éxito de su sencillo You Will Never Know. El disco superó las 500 000 copias vendidas en todo el mundo.
En 2013, compuso la banda sonora de la película Sous les jupes des filles, dirigida por Audrey Dana, que alcanzó alrededor de 1,62 millones de espectadores en Europa.
En 2015, Filatov & Karas remezclaron su canción "Don't be so shy", que fue número uno en las listas de éxitos en Austria, Alemania, Polonia y Rusia.
Ese mismo año publicó su segundo EP, There Were Tears, seguido en agosto por su segundo álbum, The Wrong Kind of War, que vendió cerca de 500 000 copias a nivel global y obtuvo disco de platino en Francia. Posteriormente inició una extensa gira internacional, recogida en el álbum en vivo Live at The Casino de Paris, publicado en octubre de 2019.
En 2019, interpretó y compuso la canción de los créditos finales del documental Woman.
En marzo de 2021 presentó Voodoo Cello, un proyecto de versiones acompañado por ocho violonchelos. En él revisita temas de Jacques Brel (en inglés), Bonnie Tyler, Madonna (con un videoclip rodado en el Petit Palais de París), Radiohead, Cat Stevens (en comorense), Bob Marley y Ed Sheeran. El disco fue bien recibido por la crítica y dio pie a una gira de 60 conciertos. En octubre de 2022, se lanzó una edición de lujo con siete pistas adicionales, entre ellas cinco inéditas que abarcan desde Bob Marley hasta Jazmine Sullivan y Donna Summer.

## Discografía

### Álbumes de estudio
| Título                      | Detalles de álbum                                                                       | Posiciones de gráfico top | Posiciones de gráfico top | Posiciones de gráfico top | Posiciones de gráfico top | Posiciones de gráfico top | Posiciones de gráfico top | Posiciones de gráfico top | Posiciones de gráfico top | Certificaciones                   |
| Título                      | Detalles de álbum                                                                       | FRA                       | AUT                       | BEL (Fl)                  | Bélgica (Wa)              | GER                       | ITA                       | POL                       | SWI                       | Certificaciones                   |
| --------------------------- | --------------------------------------------------------------------------------------- | ------------------------- | ------------------------- | ------------------------- | ------------------------- | ------------------------- | ------------------------- | ------------------------- | ------------------------- | --------------------------------- |
| The Shape of a Broken Heart | - Liberó: 9 de mayo de 2011 - Etiqueta: Piensa Zik! - Formatos: CD, descarga digital    | 19                        | —                         | 55                        | 47                        | 47                        | 10                        | 4                         | 36                        | - FRA: Platino - ZPAV: 3× Platino |
| Sous les jupes des filles   | - Liberó: 26 de mayo de 2014 - Etiqueta: Piensa Zik! - Formatos: CD, descarga digital   | 84                        | —                         | —                         | 120                       | —                         | —                         | 16                        | —                         | - ZPAV: Oro                       |
| The Wrong Kind of War       | - Liberó: 26 de agosto de 2016 - Etiqueta: Piensa Zik! - Formatos: CD, descarga digital | 8                         | 23                        | 49                        | 19                        | 19                        | —                         | 10                        | 9                         |                                   |
| Voodoo Cello                | - Released: 3 de septiembre de 2021 - Label: Think Zik! - Formats: CD, digital download | 24                        | —                         | —                         | 92                        | 34                        | —                         | 34                        | 47                        |                                   |

### Temas extendidos
- 2010: Acoustic Sessions

### Simples

#### Como artista líder
| Sencillo                                                        | Año  | Posiciones de gráfico de la cumbre | Posiciones de gráfico de la cumbre | Posiciones de gráfico de la cumbre | Posiciones de gráfico de la cumbre | Posiciones de gráfico de la cumbre | Posiciones de gráfico de la cumbre | Posiciones de gráfico de la cumbre | Posiciones de gráfico de la cumbre | Posiciones de gráfico de la cumbre | Posiciones de gráfico de la cumbre | Certificaciones                                                                                            | Álbum                       |
| Sencillo                                                        | Año  | FRA                                | AUS                                | AUT                                | Bélgica (Wa)                       | GER                                | ITA                                | JPN                                | POL                                | RUS                                | SWI                                | Certificaciones                                                                                            | Álbum                       |
| --------------------------------------------------------------- | ---- | ---------------------------------- | ---------------------------------- | ---------------------------------- | ---------------------------------- | ---------------------------------- | ---------------------------------- | ---------------------------------- | ---------------------------------- | ---------------------------------- | ---------------------------------- | --- | --------------------------- |
| "You Will Never Know"                                           | 2011 | 26                                 | —                                  | —                                  | —                                  | —                                  | 2                                  | —                                  | 5                                  | 1                                  | —                                  | - FIMI: 2× Platino                                                                                         | The Shape of a Broken Heart |
| "Please and Change"                                             | 2011 | —                                  | —                                  | —                                  | —                                  | —                                  | —                                  | 56                                 | —                                  | —                                  | —                                  | | The Shape of a Broken Heart |
| "Try Again"                                                     | 2014 |                                    |                                    |                                    |                                    |                                    |                                    |                                    |                                    |                                    |                                    | |                             |
| "The Good the Bad & the Crazy"                                  | 2015 | 79                                 | —                                  | —                                  | —                                  | —                                  | —                                  | —                                  | —                                  | 1                                  | —                                  | | Sous les jupes des filles   |
| "Don't Be So Shy" (Filatov & Karas remix)                       | 2015 | 1                                  | 9                                  | 1                                  | 5                                  | 1                                  | 22                                 | —                                  | 1                                  | 1                                  | 3                                  | - ARIA: Platino - BEA: Oro - BVMI: Oro - FIMI: Platino - IFPI AUT: Oro - IFPI SWI: Platino - ZPAV: Diamond | The Wrong Kind of War       |
| "There Were Tears"                                              | 2016 | 50                                 | —                                  | —                                  | —                                  | —                                  | —                                  | —                                  | 38                                 | —                                  | —                                  | | The Wrong Kind of War       |
| "Silver Lining (Clap Your Hands)"                               | 2016 | 89                                 | —                                  | —                                  | —                                  | —                                  | —                                  | —                                  | —                                  | —                                  | —                                  | | The Wrong Kind of War       |
| "Nothing to Save"                                               | 2016 | 179                                | —                                  | —                                  | —                                  | —                                  | —                                  | —                                  | —                                  | —                                  | —                                  | | The Wrong Kind of War       |
| "Wonderful Life"                                                | 2021 |                                    |                                    |                                    |                                    |                                    |                                    |                                    |                                    |                                    |                                    | |                             |
| "—" denota grabación sin chart o no lanzado en ese territorio.. |      |                                    |                                    |                                    |                                    |                                    |                                    |                                    |                                    |                                    |                                    | |                             |

#### Colaboraciones
| Sencillo                                    | Año  | Posiciones de gráfico de la cumbre | Posiciones de gráfico de la cumbre | Álbum      |
| Sencillo                                    | Año  | FRA                                | BEL (Wa )                          | Álbum      |
| ------------------------------------------- | ---- | ---------------------------------- | ---------------------------------- | ---------- |
| "Le mystère féminin" (Kery James con Imany) | 2013 | 120                                | —                                  | Dernier MC |

## Misceláneas
- 2016: Smith & Thell / Imany (2) – Statue (Didrick Remix) / Don't Be So Shy (Filatov & Karas Remix)
- 2021: The A Team